# Papirmarmorering
Papirmarmorering udføres for at dekorere papir så det får en vis lighed med marmor. Det er hyppigt anvendt inden for bogfremstilling til udsmykning af især de to forsatsblade der for og bag forbinder bogblokken med bogens omslag eller bogbindet. Et eller flere af bogens tre snit - over-, under- og forsnit - kan også marmoreres, forgyldes eller bestænkes med farve, 'sprænges'.
- Eksempler på marmorering af forsatsblade og bogsnit
- Bog med ensfarvet forsatspapir uden marmorering
- Bøger med marmorerede forsatspapirer
- Bogens tre snit der kan marmoreres, bemales eller forgyldes[1]
- Marmorede bogsnit

Fremstillingen af det
marmorerede snit er forbundet med en del
vanskelighed og kræver nogen øvelse, for at det
skal blive pænt.
I bunden af en passende bakke eller blikkasse fyldes det såkaldte
grundvand, der kan bestå af tragantslim eller
karragenmosslim, og herpå stænkes med en
pensel de med fortyndet alkohol og
lidt oksegalde udrevne farver.
Ovenpå dette stænkes til sidst noget med
vand fortyndet oksegalde, og herved
vil farverne ordne sig til en
marmoragtig grund, ned i hvilken snittene forsigtig dyppes.
Til frembringelse af
kammarmor
påstænkes farverne på samme måde;
men fordelingen sker ikke ved en
sidste påstænkning af oksegalde,
men ved at man med en nål eller
pind trækker en mængde streger i
farvelaget på tværs af kassen. Med
en kam dannet af pap og
knappenåle, stryger man derpå i
farvelaget én gang på langs af kassen,
hvorved de fjederagtige tegninger
fremkommer, idet disse bliver desto
spidsere, jo hurtigere kammen
trækkes.
Ved at benytte en kam med to
rækker tænder og bevæge denne i
zigzag frembringer man det såkaldte
påfuglemarmor.
- Børste, ramme og bakke til marmorering
- Børste til 'sprængning'[1] af bogsnit
- Ramme til sprængning af snit, et sprænggitter
- 'Marmoreringsbakke' eller -'trug'
Marbling Trough[3]
- Illustration af bakke og værktøj til marmorering fra bogen School of Arts (1750) gengivet i The Art of Bookbinding by Joseph Zaehnsdorf (1890)[3]

- Eksempler på marmoreret papir
- Bog indbundet i marmorpapir og pergamentmakulatur. Tyskland o. 1911
- Bog med typisk enkelt marmorpapir, indbundet i Frankrig o. 1825
- Marmorpapir fra en bogs bind og forsats, England o. 1830
- Detalje af foregående billede
- Marmorpapir fra forsats, Frankrig o. 1880
- Marmorpapir fra forsats, Frankrig o. 1880 (detalje)
- Marmoreret forsats på bog fra Deutsche Verlags-Anstalt, Stuttgart o. 1900
- Marmorpapir fra en bibliofiludgave fra Insel-Bücherei i Weimarrepublikken, 1921
- Samtidig kammarmor efter gammelt forbillede
- Kammarmor, fantasimønster af Michel Duval †, Paris, ca. 1985
- Kammarmor med spiralformet mønster, sneglemarmor af Michel DuvalKammarmor med spiralformet mønster, sneglemarmor af Michel Duval